# Polychaeton quercinum
Polychaeton quercinum är en svampart som först beskrevs av Christiaan Hendrik Persoon, och fick sitt nu gällande namn av Carl Ernst Otto Kuntze 1891. Polychaeton quercinum ingår i släktet Polychaeton och familjen Capnodiaceae.   Inga underarter finns listade i Catalogue of Life.